# زیبا و ثروتمند بودن بهتر است
زیبا و ثروتمند بودن بهتر است (لهستانی: Lepiej być piękną i bogatą) یک فیلم کمدی لهستانی به کارگردانی فیلیپ بایون است که در سال ۱۹۹۳ منتشر شد.

## گزیدهٔ بازیگران
- آدریانا بیدژینسکا
- دانیل اولبریخسکی
- مارک کُندرات
- ریشارد پیتروسکی
- الکساندر بلیاوسکی
- آنا پروتسنال
- ماریا خفالیبوگ
- دوروتا پومیکاوا
- برونیسواف پاولیک
- سزاری پازورا
- گالینا ماکارووا